# Конюшина коротковолосиста
{{#ifeq:0|0|{{#if:Trifolium hirtum|{{#if:|[[]}}|[[]]}}}}
Конюшина коротковолосиста (Trifolium hirtum) — вид квіткових рослин родини бобових (Fabaceae). Рослина середземноморсько-чорноморсько-каспійського регіону. Це однорічна рослина 7–60 см заввишки з кулястими суцвіттями ≈ 2 см у діаметрі й пурпурними квітковими віночками.

## Біоморфологічна характеристика

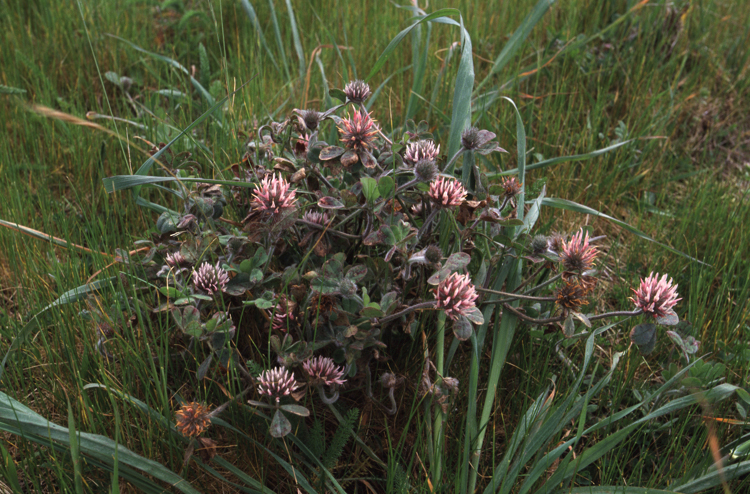

Це трав'яниста, однорічна, м'яко біло запушена рослина 7–60 см заввишки, прямовисна чи висхідна, з дуже розлогими гілками. Прилистки ланцетні. Листки чергові. Листочки до 30 мм завдовжки, від обернено-яйцеподібних до видовжено-клинуватих. Суцвіття поодинокі, кінцеві, кулясті, ≈ 2 см у діаметрі, сидячі. Трубка чашечки густо притиснуто-волосиста; зуби щетинкові, тупі. Віночок червоний, пурпурний, 15–17 мм, перевищує чашечку. Плід сидячий, входить до чашечки, з одним насінням. Насіння 1.7–2.3 мм, гладке чи поздовжньо борозенчасте, жовте. 2n = 10.

## Поширення
Рослина середземноморсько-чорноморсько-каспійського регіону: Алжир, Марокко, Туніс, Канарські острови, Албанія, Болгарія, Греція [у т. ч. Крит і Східно-Егейські острови], Франція [у т. ч. Корсика], Італія, Крим, Португалія, Іспанія [у т. ч. Балеарські острови], колишня Югославія, Іран, Ірак, Ліван, Сирія, Кіпр, Азербайджан, Вірменія, Грузія, Туреччина [у т. ч. європейська]. Населяє чагарники, кам'янисті схили, узбіччя.
В Україні вид росте на сухих схилах та оголеннях, дорогами у світлих лісах — у пд. Криму, досить звичайний.

## Використання
Використовується як поліпшувач ґрунту і корм.